# Majoria absoluta
|  | Aquest article tracta sobre el fenomen polític. Si cerqueu la sèrie de televisió, vegeu «Majoria absoluta (sèrie de televisió)». |

La majoria absoluta és, en una votació, la majoria que excedeix la meitat del total dels vots emesos, o, en una assemblea, el col·lectiu que excedeix la meitat dels seus membres.